# Bundesstraße 283
Pour les articles homonymes, voir Route 283.
La Bundesstraße 283 est une Bundesstraße du Land de Saxe.

## Géographie
Elle commence à Adorf/Vogtl. dans le Vogtland et passe d'abord près de la crête de la montagne non loin de la frontière tchèque dans une direction nord-est par Markneukirchen vers Klingenthal. La B 283 quitte cette ville en direction du nord pour atteindre son sommet au col de Mühlleithen à 860 m d'altitude.
Ensuite, elle descend dans la vallée de la Zwickauer Mulde. Elle atteint la Mulde à Tannenbergsthal, où la Deutsche Alleenstraße rencontre la B 283. La B 283 serpente dans une direction nord-est le long de la Zwickauer Mulde entre Schönheide, le barrage d'Eibenstock, Eibenstock et Bockau jusqu'à Aue, où elle se termine en croisant la B 101.

## Histoire
À l'origine, sous le nom de Reichsstrasse 283, elle ne s'étend que d'Adorf à Klingenthal. Après l'incorporation de la région des Sudètes dans le Reich allemand à l'automne 1938 sur la base des accords de Munich, elle est étendue à Falkenau an der Eger. Après la Seconde Guerre mondiale, on lui donne son itinéraire actuel à travers les Monts Métallifères en fonction des relations de trafic modifiées ; en RDA, elle est appelée Fernverkehrsstraße (F 283).

## Source
- (de) Cet article est partiellement ou en totalité issu de l’article de Wikipédia en allemand intitulé « Bundesstraße 283 » (voir la liste des auteurs).

1. ↑  (de) « Die Bundes- und Reichsstraßen in Deutschland - Nr. 166 bis 327 » [archive du 18 février 2009], sur home.arcor.de (consulté le 16 juillet 2025)